# Niilesjärvi
Niilesjärvi är en sjö i kommunen Uleåborg i landskapet Norra Österbotten i Finland. Sjön ligger 27,9 meter över havet. Arean är 72 hektar och strandlinjen är 4,62 kilometer lång. Sjön  ingår i Uleälvens huvudavrinningsområde.   Den ligger nära Uleåborg och omkring 540 kilometer norr om Helsingfors. 
I sjön finns ön Raitasaari. 